# SN 2001cu
SN 2001cu – supernowa typu Ia? odkryta 20 maja 2001 roku w galaktyce A132532+2741. W momencie odkrycia miała maksymalną jasność 23,70m.